# Franky Van der Elst
Franky van der Elst (Ninove, Bèlgica, 30 d'abril de 1961), és un exfutbolista belga que ocupava la posició de migcampista.

## Trajectòria
Va ser internacional absolut per la selecció de futbol de Bèlgica en 86 ocasions. Com a jugador destacà a Molenbeek i Club Brugge. També fou entrenador.
Fou nomenat per Pelé com un dels 125 futbolistes vius més grans, el març de 2004.
| Club          | País    | Any       |
| ------------- | ------- | --------- |
| RWD Molenbeek | Bèlgica | 1978-1984 |
| Club Brugge   | Bèlgica | 1984-1998 |

## Palmarès
- 5 Lliga belga de futbol: 1988, 1990, 1992, 1996 i 1998 (Bruges)
- 4 Copa belga de futbol: 1986, 1991, 1995 i 1996 (Bruges)
- 8 Supercopa belga de futbol: 1986, 1988, 1990, 1991, 1992, 1994, 1996 i 1998(Bruges)